# Пауки-птицееды
Пауки́-птицее́ды, или пауки-птицея́ды (лат. Theraphosidae) — семейство пауков из инфраотряда мигаломорфных (Mygalomorphae). Взрослые особи характеризуются крупными размерами, в некоторых случаях превышая 27 см в размахе ног. Широко распространено содержание птицеедов в качестве экзотических домашних животных.

## В природе

### Среда обитания

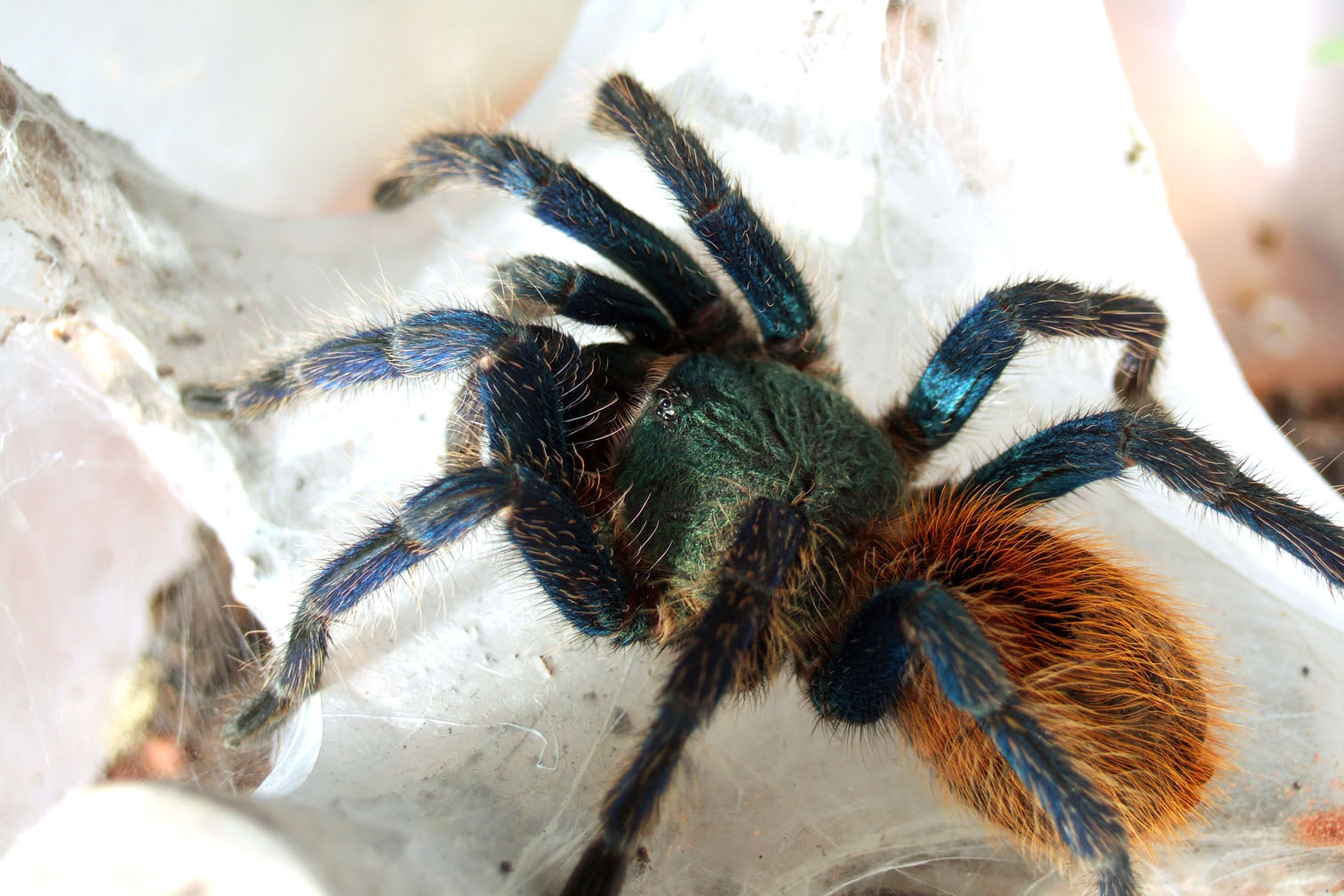
Chromatopelma cyaneopubescens — обитатель полупустынь Южной Америки.

Птицееды населяют все континенты, кроме Антарктиды. Ареал включает полностью Африку, Южную Америку, Австралию и Океанию.
В Европе пауки-птицееды встречаются редко, их ареал включает южную половину Италии, Испанию и Португалию. Встречаются как влаголюбивые виды, обитающие в кронах экваториальных лесов, к примеру Caribena versicolor и засухоустойчивые полупустынные, к примеру Chromatopelma cyaneopubescens.

### Питание
Птицееды являются облигатными (строгими) хищниками. Вопреки названию, их пищеварительная система не рассчитана на постоянное питание мясом (птицей). Основу рациона пауков-птицеедов составляют насекомые или более мелкие пауки. Пауки в достаточной степени всеядны и могут съесть разнообразный корм: мух, тараканов, мотылей, лягушат, мелких грызунов, птиц, рыб и многое другое. Птицееды не используют паутину для изготовления ловушек, а подкарауливают добычу из засады.

### Поведение

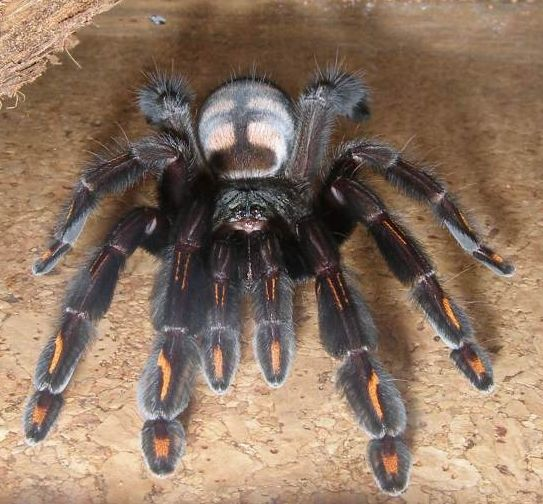
Psalmopoeus irminia — древесный вид

Различные виды птицеедов предпочитают жить в кронах деревьев, кустарников, в розетках листьев бромелиевых, в укрытиях на уровне грунта или в норах. Они в течение жизни часто меняют модель поведения; если личинки ведут себя как норные, то взрослые особи большую часть времени могут проводить на поверхности, что свойственно наземным и полудревесным видам. Норные пауки выкапывают укрытия в земле, используя паутину для укрепления грунта; древесные плетут трубки из паутины. В большинстве случаев пауки проявляют активность лишь тогда, когда это очевидно необходимо. Даже голодные пауки могут подолгу сидеть совершенно неподвижно, выслеживая в засаде свою добычу. Сытые пауки как правило проявляют ещё меньше активности: взрослые самки птицеедов зачастую месяцами не покидают своих укрытий.

## Защитные механизмы

### Укус паука

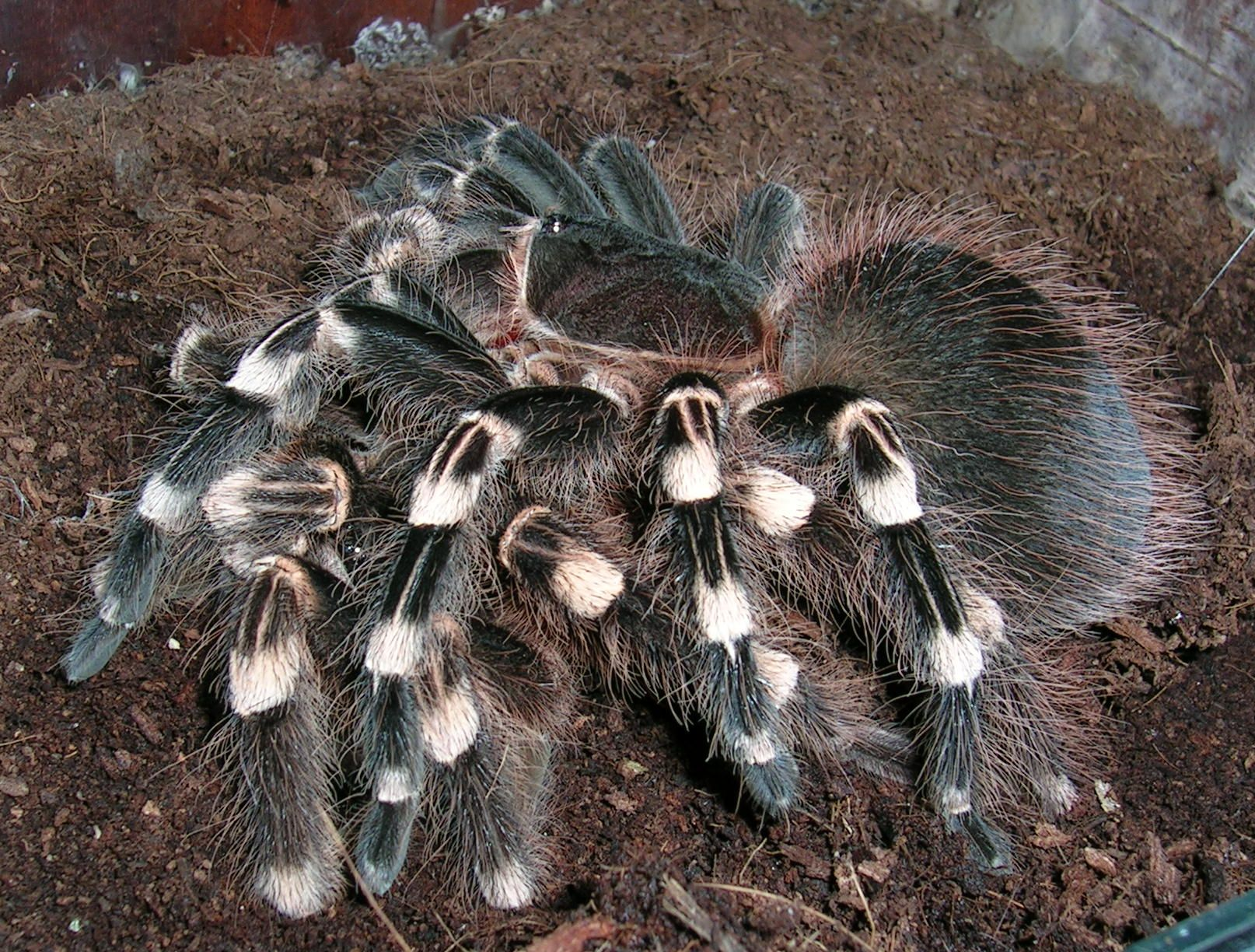
Случай каннибализма. Самка убила и пожирает самца.

Все виды птицеедов в той или иной степени ядовиты; если речь идёт о неядовитых видах, то это подразумевает относительно низкую степень токсичности яда. Укус птицееда для взрослого здорового человека не смертелен, но крайне неприятен (острая боль, жар, делирий, мышечные судороги и др.). Подтверждённых случаев смерти в результате укуса птицееда неизвестно, однако пауководы-любители отмечали случаи гибели кошек от укусов своих питомцев. В свете этого, пауков надо считать смертельно опасными для маленьких детей, небольших домашних животных и людей, имеющих повышенную чувствительность к этому яду — наличие аллергии на токсин. При укусе яд вводится не во всех случаях, часто происходит «сухой» укус.
См. также: Токсичность яда пауков, Арахнозы.

### Волоски

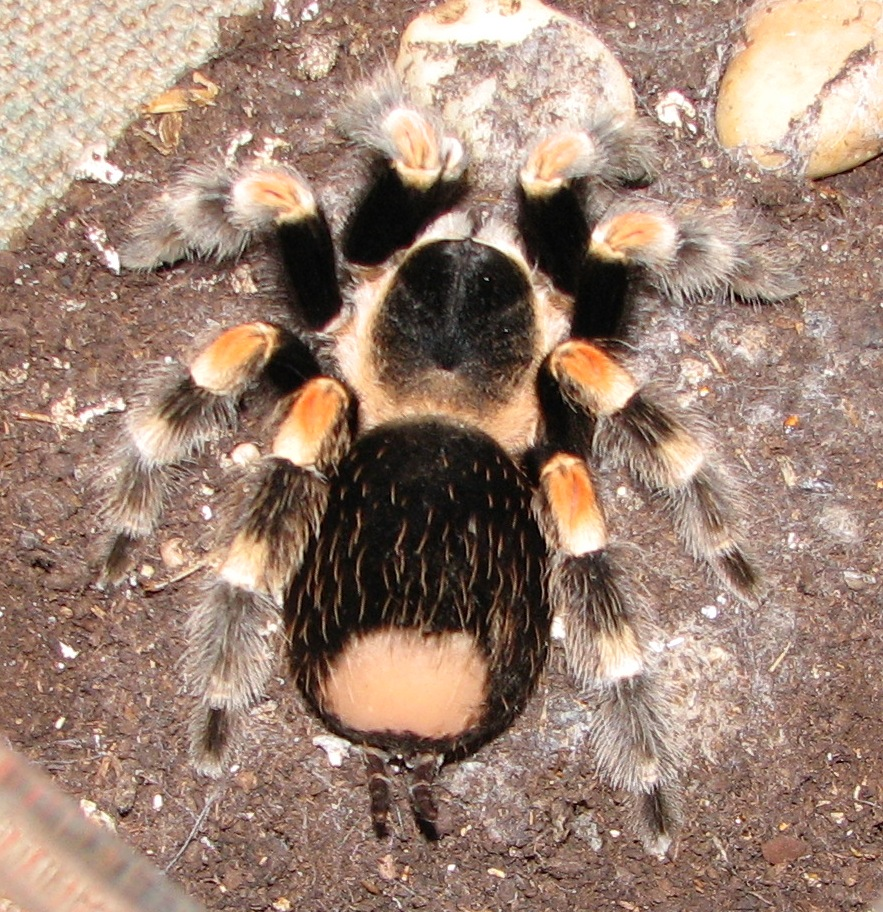
Взрослая самка Brachypelma smithi, демонстрирующая обширную лысину на месте счесанных с абдомена защитных волосков.

Также источником раздражения могут служить защитные ядовитые волоски, которые многие виды пауков счёсывают с брюшка. Волоски счёсываются пауками от стресса (в неволе), в природе же в случае возможной опасности или в целях самозащиты, а также пауки вплетают волоски в паутину, тем самым защищая своё гнездо. При попадании волосков на кожу, в глаза, лёгкие может возникнуть аллергическая реакция: нестерпимый зуд, резь в глазах, удушье, общая слабость. Обычно симптомы пропадают через несколько часов, но в случае попадания волосков в глаза возможно и постоянное ухудшение зрения. Пауководы-любители отмечают, что ядовитые волоски наиболее развиты у наземных и полудревесных видов, в чуть меньшей — у норных, и практически отсутствуют у ряда древесных. Древесные пауки не стряхивают защитные волоски со своего брюшка, а используют лишь при непосредственном контакте.

### Экскременты
Весьма необычным защитным механизмом пользуются пауки рода Avicularia и Caribena, пытающиеся ослепить агрессора, выбрасывая струю экскрементов в его сторону.

## Жизненный цикл

### Нимфыиличинки
Из яиц вылупляются новорождённые паучки, которых в сложившейся терминологии называют нимфами. Нимфы в большинстве случаев не питаются, и в силу этого некоторое время могут жить совместно — отсутствует угроза каннибализма. Далее нимфа дважды линяет и превращается в личинку, то есть практически полноценного молодого паука первой линьки. Соответственно, нимфы бывают первой и второй стадии. Внешне нимфы мало отличаются от личинок. Пауков называют личинками до наступления пред-взрослого возраста.

### Линька
Линьки являются ключевыми этапами развития пауков. Во время линек пауки сбрасывают старый экзоскелет — экзувий и могут увеличиваться в размерах приблизительно в полтора раза. Увеличиваются все твёрдые части птицееда, в том числе ноги, размах которых и определяет формальный размер паука; в то же время относительно мягкое брюшко несколько уменьшается, рост брюшка происходит между линьками.

Процесс линьки. Лёжа на спине, паук вытягивает лапки из старого экзоскелета.

Учитывая, что время жизни и скорость роста пауков существенно зависит от условий, в первую очередь от температуры и обилия корма, возраст птицеедов принято измерять в линьках (записывается как буква L и цифра). Если молодые птицееды могут линять каждый месяц, то по мере приближения зрелого возраста период между линьками увеличивается. Взрослые самки птицеедов линяют приблизительно раз в год. В России при нумерации линек не принято учитывать линьки нимф пауков, в других странах нумерация может несколько отличаться.

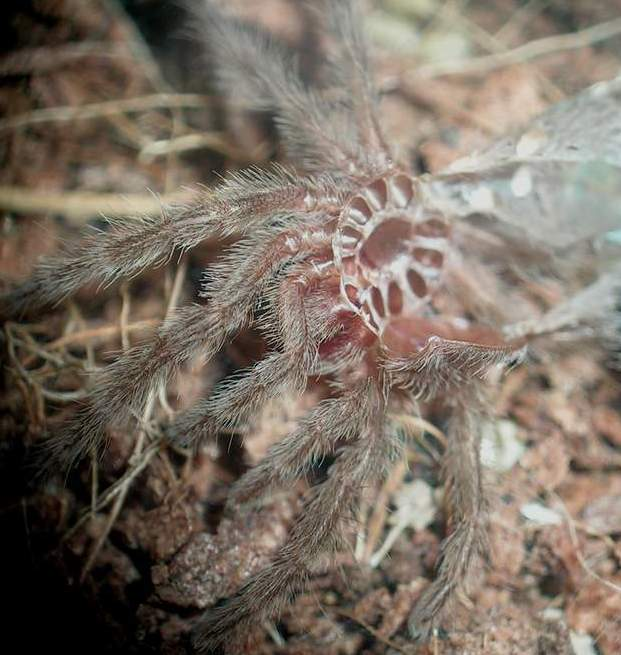
Экзувий, сброшенный пауком.

Пауки линяют, как правило, лёжа на спине. Вначале происходит перетекание жидкости из брюшка в головогрудь, и новая головогрудь после выдавливания карапакса начинает выходить из ранее занимаемого пространства, далее происходит относительно длительный этап одновременного вытягивания хелицер, педипальп и ног паука из старого экзувия, одновременно с этим разрывается старая оболочка мягкого брюшка. Иногда при линьке пауки не могут вытянуть одну или две ноги или педипальпы и вынуждены их отбросить. Утраченные ноги восстанавливаются за 3—4 последующие линьки.
В периодах между линьками пауки часто теряют защитные волоски с брюшка. Также им свойствен отказ от корма за некоторое время до линьки, у молодых пауков — за неделю до приближающейся линьки, у взрослых — от 1 до 3 месяцев.
Признаки приближающейся линьки:
- потемнение брюшка
- общее потемнение паука
- у ярко окрашенных пауков, например Chromatopelma cyaneopubescens, между пятой и шестой линьками также наблюдается посинение лап.

Шкурки, сброшенные самками при линьке, имеют характерный отпечаток половых органов (элементы сперматеки); эти шкурки служат для наиболее точного определения пола пауков ранних возрастов.

### Продолжительность жизни
Птицееды — рекордсмены по долголетию среди всех наземных членистоногих. Продолжительность жизни пауков существенно зависит от пола. Самки живут во много раз дольше самцов. В большинстве случаев самцы птицеедов после достижения половой зрелости ни разу не линяют и умирают в течение года (месяцев, если удалось спариться с самкой), в то время как самки могут жить многие годы, а то и десятки лет. Отмечается, что некоторые экземпляры (предположительно Brachypelma emilia) могут жить до 30 лет и более.
В остальном продолжительность жизни пауков зависит от температуры содержания и обилия корма — затягивая кормление, можно несколько увеличить продолжительность жизни, на холоде обмен веществ тоже замедляется, что способствует более медленному развитию.

### Размножение
Самцы достигают половозрелого возраста раньше самок. Признаками взрослых самцов большинства видов являются «бульбы» (цимбиум, специальный контейнер, расположенный на педипальпах) и тибальные крючки на передних лапах. Половозрелые самцы плетут сперм-паутину, на которую выделяют семенную жидкость и заправляют этой жидкостью цимбиум.

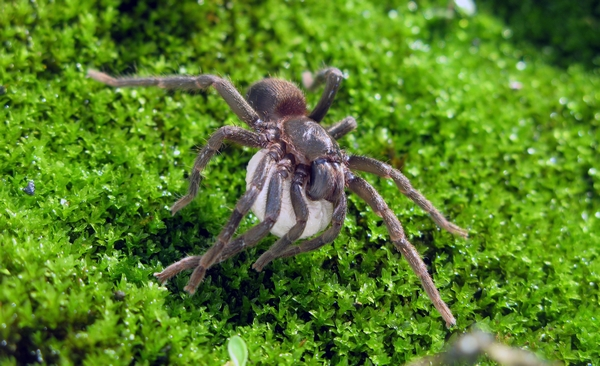
Птицеед Holothele sulfurensis с коконом.

При встрече половозрелого самца и самки они совершают ряд «ритуальных» движений, предназначенных для демонстрации того, что они принадлежат одному виду. Во время спаривания самец удерживает хелицеры самки тибальными крючками и, используя педипальпы, переносит семенную жидкость внутрь самки. При спаривании и после спаривания голодная самка может быть агрессивна и съесть самца, в случае успешного спаривания самец старается как можно быстрее покинуть самку. Через несколько месяцев самка откладывает кокон, в зависимости от вида содержащий от 50 до 2000 яиц. Кокон охраняется самкой 6—7 недель. Всё это время самка остаётся вблизи кокона и очень агрессивна. Также самка «высиживает» кокон: переносит и время от времени переворачивает его. Далее из яиц вылупляются нимфы, которые ещё через несколько дней покидают кокон.

### Прочее
По мере взросления у пауков многих видов существенно меняется окраска. Также многие внешние черты, которыми различаются виды птицеедов, крайне слабо выражены у личинок первых линек, и постепенно проявляются с возрастом.

## Содержание в неволе
Последние годы становится популярным содержать птицеедов дома в качестве экзотических домашних животных. Часть птицеедов вылавливается для этих целей в природе, но большинство успешно разводится в неволе. Пауки становятся популярными по причине относительной неприхотливости и простоты содержания, а также весьма доступных цен на корма и самих пауков (особенно личинок пауков).
Практически вся информация о биологии птицеедов, известная нам сегодня, получена в результате изучения тех пауков, которые содержались в неволе, и лишь незначительная её часть — по наблюдениям непосредственно в местах их обитания.

### Террариум
Применение как слишком тесных, так и слишком просторных террариумов весьма нежелательно. Каждый паук должен содержаться в отдельном контейнере, так как высок риск каннибализма. Исключение может быть сделано лишь для паучков-нимф, а также для пар птицеедов при спаривании и небольшого числа «социальных» видов. В качестве грунта террариума в большинстве случаев используется кокосовый субстрат (измельченная кора кокоса) или вспученный вермикулит. Для норного паука необходим глубокий слой субстрата, так как большую часть времени этот тип проводит под землёй, но в этом случае паука вы будете видеть редко. Существует альтернативный вариант. Можно наполнить террариум не таким толстым слоем субстрата, но нужно обязательно предоставить пауку укрытие, например половина цветочного горшка, но в данном случае паук не будет чувствовать себя нормально, и из-за этого возможны вспышки агрессии, по причине страха и нехватки естественного укрытия. Древесный вид требует наличие коряги или куска коры, как укрытия. Пауки легко перемещаются вверх по стеклу, по этой причине террариум обязательно должен иметь крышку.

### Питание

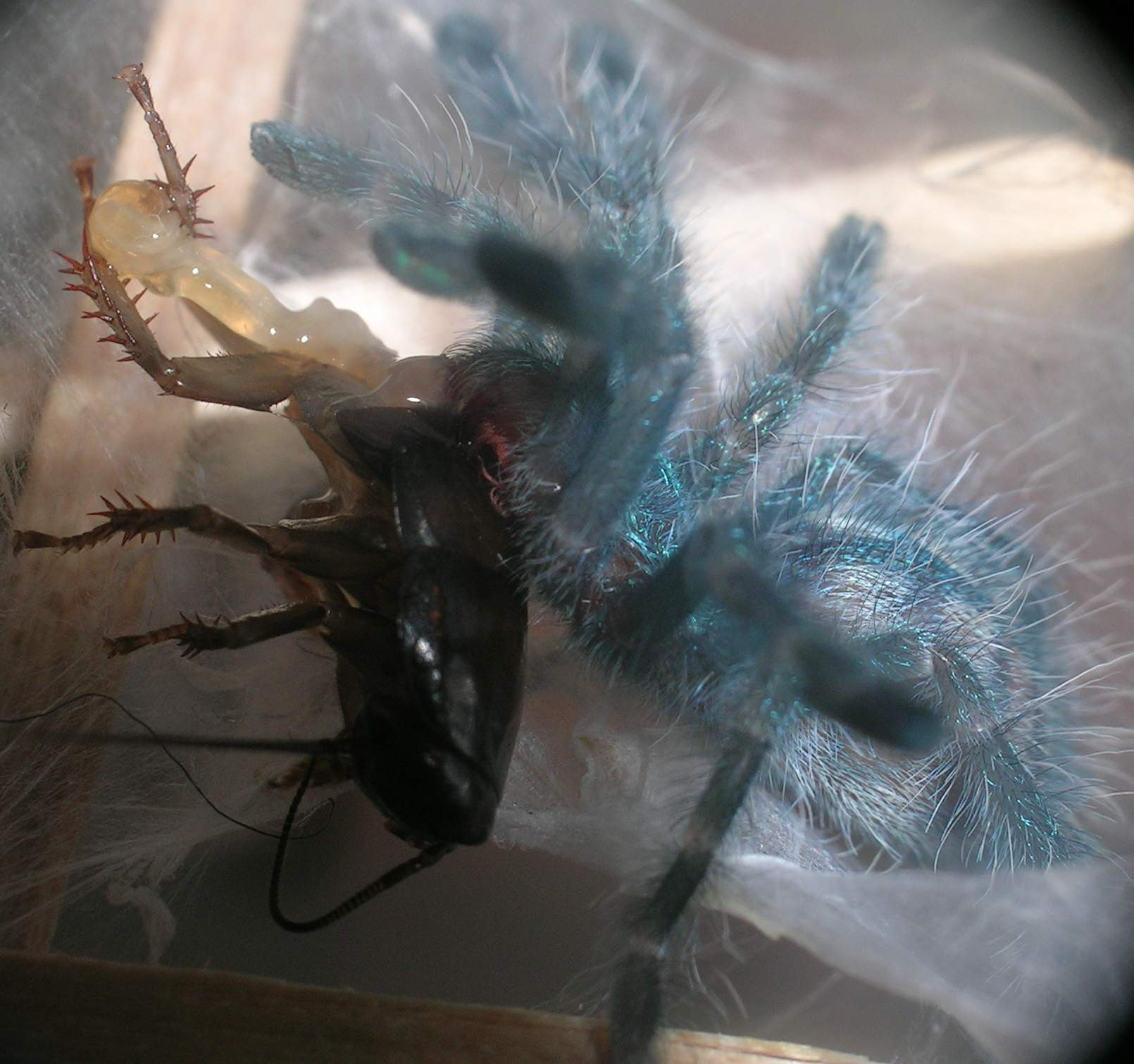
Avicularia versicolor ест брюшко мраморного таракана.

Основными видами, разводимыми на корм паукам, являются тараканы различных видов (наиболее известные — мраморный таракан и Blaberus craniifer), личинки зофобаса, сверчки и мучной червь. Часто обсуждается возможность кормления птицеедов мороженым мясом или какой-либо другой, привычной для людей едой, но это крайне нежелательно и в большинстве случаев может служить причиной смерти пауков. Длина тела кормового объекта должна быть чуть меньше(или равна) длины тела паука (от хелицер до паутинных бородавок). Если кормовые объекты требуемого размера отсутствуют, птицеедов можно кормить частями насекомых. Желательно использовать корма, доступные птицеедам в естественной среде обитания, в противном случае возможны отказы от пищи. Древесные виды предпочитают мух и сверчков, зачастую игнорируя тараканов и других наземных насекомых

### Приручение и дрессировка

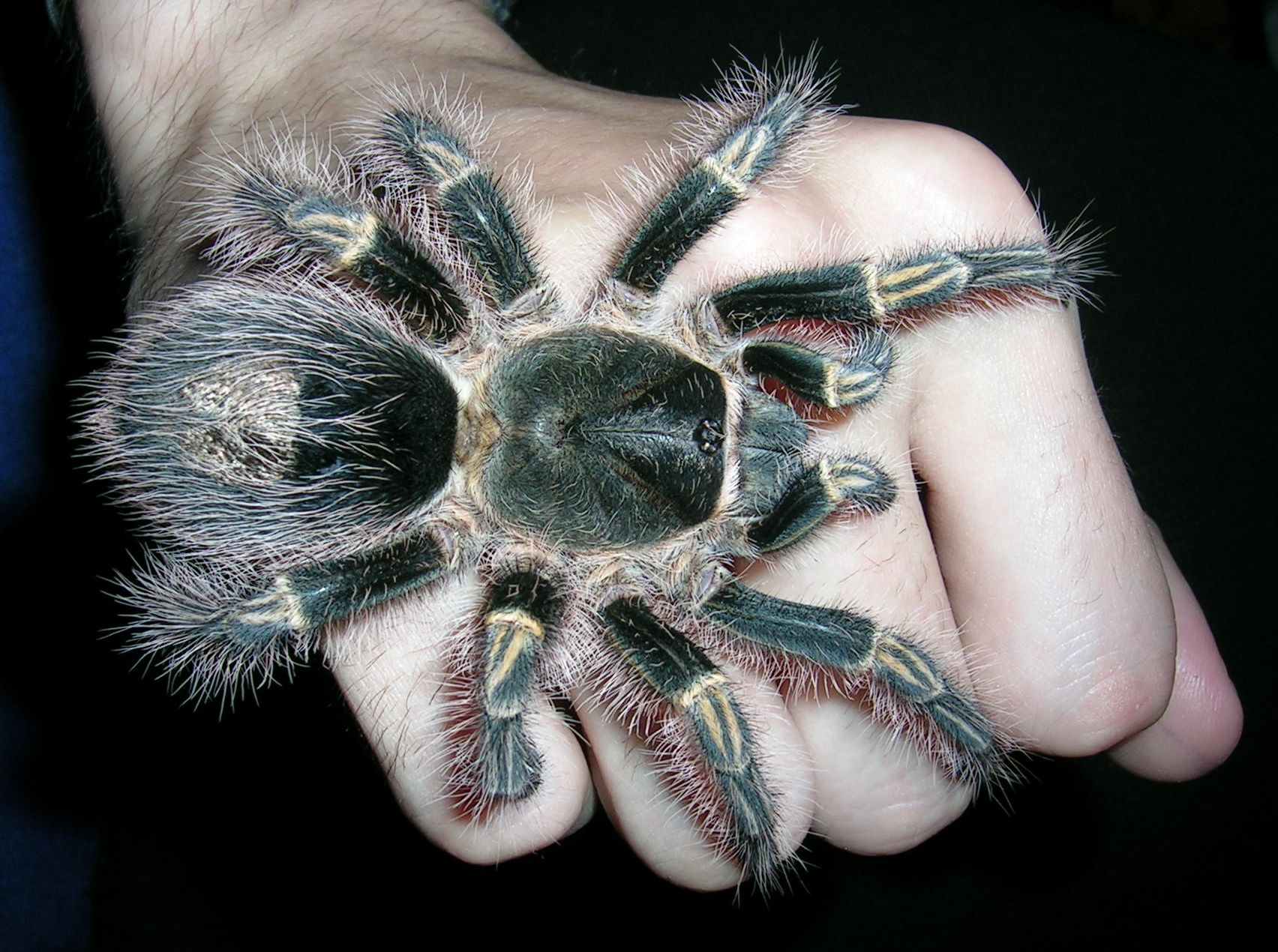
Пауков не следует брать на руки

Птицеедов невозможно дрессировать или приручить в привычном смысле этого слова. Даже самый спокойный птицеед может укусить хозяина, если почувствует опасность. Даже при относительно благоприятном исходе часто возникают проблемы, связанные с аллергией на стрекательные волоски пауков. В связи с этим категорически не рекомендуется брать пауков на руки. Опытные пауководы советуют проводить все манипуляции в террариуме с помощью длинного пинцета. Нередко отмечается, что птицееды, которых в детском возрасте часто брали в руки, более спокойно относятся к людям, однако такое поведение следует интерпретировать лишь как некоторое притупление реакции на раздражитель «человек».

## Природные враги
Несмотря на свой большой размер и пугающий вид, птицееды являются добычей для многих других животных. В частности, вид семейства дорожных ос, такие как Pepsis grossa специализируются на охоте на этих пауков: эти осы отыскивают их, парализуют, затаскивают их в норы и откладывают на их брюшко свои яйца, после чего запечатывают в норе. Личинки вылупляются и заживо поедают плоть своих хозяев, что приводит их к смерти.

## Наименование семейства

### Происхождение названия

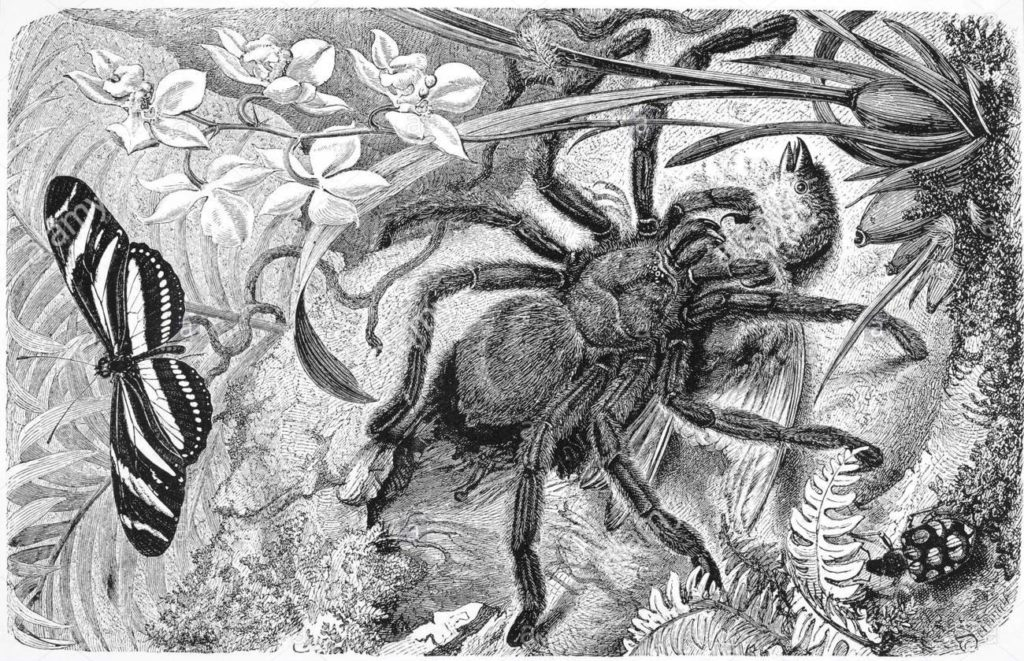
Одна из старинных гравюр, изображение на которой послужило основанием для возникновения названия — птицеед

Название «пауки-птицееды» возникло в результате нескольких гравюр, нарисованных немецкой исследовательницей и анималисткой Марией Сибиллой Мериан и опубликованных в работе «Metamorphosis insectorum Surinamensium» (1705) по результатам её пребывания в Суринаме (1699—1701 гг.), где она наблюдала, как крупный птицеед (Avicularia sp.) напал на колибри в гнезде.

### Проблемы с переводом термина
В ряде европейских языков птицеедов, а иногда и всех крупных пауков, часто называют tarantula. В русском языке слово тарантул служит для обозначения пауков несколько другой группы, в частности включающей в себя Южнорусского тарантула, широко распространённого на юге России. В связи с этим часто возникает путаница при неграмотном переводе текстов. В современной биологической систематике таксоны «тарантулы» и «птицееды» не пересекаются; птицееды относятся к мигаломорфным паукам, а тарантулы — к аранеоморфным.

## Прочие факты
- Самым крупным считается Theraphosa blondi, достигающий до 28 см в размахе ног (Книга рекордов Гиннеса). По неподтверждённым данным особи некоторых видов, в частности Theraphosa apophysis, могут также достигать подобных размеров или больше.
- Пауки без видимых причин на срок до 2 лет могут отказываться от пищи[18].
- Все птицееды плетут паутину. Древесные виды используют паутину для строительства укрытий (типа «гамак»), наземные — для укрепления грунта. Также и в других целях: плетение кокона для яиц, «коврика» (перед линькой и др.), однако использование паутины у пауков-птицеедов, в частности, как и мигаломорфных (Mygalomorphae) пауков в целом, эволюционно примитивно и не развито в той степени, как у эволюционно более продвинутых аранеоморфных пауков (Araneomorphae).
- Птицеедов используют для лечения арахнофобии.
- Пауки некоторых видов совершают погружения под воду[5].

## Таксономия
Семейство Theraphosidae включает 172 рода:
- Abdomegaphobema Sherwood, Gabriel, Peñaherrera-R., Léon-E., Cisneros-Heredia, Brescovit & Lucas, 2023
- Acanthopelma F. O. Pickard-Cambridge, 1897
- Acanthoscurria Ausserer, 1871
- Acentropelma Pocock, 1901
- Aenigmarachne Schmidt, 2005
- Agnostopelma Pérez-Miles & Weinmann, 2010
- Aguapanela Perafán & Cifuentes, 2015
- Amazonius Cifuentes & Bertani, 2022
- Annandaliella Hirst, 1909
- Anoploscelus Pocock, 1897
- Anqasha Sherwood & Gabriel, 2022
- Antikuna Kaderka, Ferretti, West, Lüddecke & Hüsser, 2021
- Antillena Bertani, Huff & Fukushima, 2017
- Aphonopelma Pocock, 1901
- Aspinochilus Müller, Fardiansah, Schneider, Wanke, von Wirth & Wendt, 2024
- Augacephalus Gallon, 2002
- Avicularia Lamarck, 1818
- Bacillochilus Gallon, 2010
- Batesiella Pocock, 1903
- Birupes Gabriel & Sherwood, 2019
- Batesiella Pocock, 1903
- Bistriopelma Kaderka, 2015
- Bonnetina Vol, 2000
- Brachionopus Pocock, 1897
- Brachypelma Simon, 1891
- Bumba Pérez-Miles, Bonaldo & Miglio, 2014
- Cardiopelma Vol, 1999
- Caribena Fukushima & Bertani, 2017
- Catanduba Yamamoto, Lucas & Brescovit, 2012
- Catumiri Guadanucci, 2004
- Ceratogyrus Pocock, 1897
- Chaetopelma Ausserer, 1871
- Chilobrachys Karsch, 1892
- Chinchaysuyu Ferretti, Chaparro, Ochoa & West, 2023
- Chromatopelma Schmidt, 1995
- Cilantica Mirza, 2024
- Citharacanthus Pocock, 1901
- Citharognathus Pocock, 1895
- Clavopelma Chamberlin, 1940
- Coremiocnemis Simon, 1892
- Cotztetlana Mendoza, 2012
- Crassicrus Reichling & West, 1996
- Crassicrus Reichling & West, 1996
- Crypsidromus Ausserer, 1871
- Cubanana Ortiz, 2008
- Cyclosternum Ausserer, 1871
- Cymbiapophysa Gabriel & Sherwood, 2020
- Cyriocosmus Simon, 1903
- Cyriopagopus Simon, 1887
- Cyrtogrammomma Pocock, 1895
- Cyrtopholis Simon, 1892
- Davus O. Pickard-Cambridge, 1892
- Dolichothele Mello-Leitão, 1923
- Dugesiella Pocock, 1901
- Encyocratella Strand, 1907
- Encyocrates Simon, 1892
- Ephebopus Simon, 1892
- Euathlus Ausserer, 1875
- Eucratoscelus Pocock, 1898
- Eumenophorus Pocock, 1897
- Eupalaestrus Pocock, 1901
- Euphrictus Hirst, 1908
- Euthycaelus Simon, 1889
- Grammostola Simon, 1892
- Guyruita Guadanucci, Lucas, Indicatti & Yamamoto, 2007
- Hapalopus Ausserer, 1875
- Hapalotremus Simon, 1903
- Haploclastus Simon, 1892
- Haplocosmia Schmidt & von Wirth, 1996
- Harpactira Ausserer, 1871
- Harpactirella Purcell, 1902
- Hemirrhagus Simon, 1903
- Heterophrictus Pocock, 1900
- Heteroscodra Pocock, 1900
- Heterothele Karsch, 1879
- Holothele Karsch, 1879
- Homoeomma Ausserer, 1871
- Hysterocrates Simon, 1892
- Idiothele Hewitt, 1919
- Iridopelma Pocock, 1901
- Ischnocolus Ausserer, 1871
- Isiboroa Gabriel, Sherwood & Pérez-Miles, 2023
- Jambu Miglio, Perafán & Pérez-Miles, 2024
- Kankuamo Perafán, Galvis & Pérez-Miles, 2016
- Kochiana Fukushima, Nagahama & Bertani, 2008
- Lampropelma Simon, 1892
- Lasiocyano Galleti-Lima, Hamilton, Borges & Guadanucci, 2023
- Lasiodora C. L. Koch, 1850
- Lasiodorides Schmidt & Bischoff, 1997
- Longilyra Gabriel, 2014
- Loxomphalia Simon, 1889
- Loxoptygus Simon, 1903
- Lyrognathus Pocock, 1895
- Magnacarina Mendoza, Locht, Kaderka, Medina & Pérez-Miles, 2016
- Mascaraneus Gallon, 2005
- Megaphobema Pocock, 1901
- Melloina Brignoli, 1985
- Melognathus Chamberlin, 1917
- Metriopelma Becker, 1878
- Miaschistopus Pocock, 1897
- Monocentropus Pocock, 1897
- Munduruku Miglio, Bonaldo & Pérez-MIles, 2013
- Murphyarachne Sherwood & Gabriel, 2022
- Mygalarachne Ausserer, 1871
- Myostola Simon, 1903
- Neischnocolus Petrunkevitch, 1925
- Neoheterophrictus Siliwal & Raven, 2012
- Neoholothele Guadanucci & Weinmann, 2015
- Neostenotarsus Pribik & Weinmann, 2004
- Nesiergus Simon, 1903
- Nesipelma Schmidt & Kovařík, 1996
- Nhandu Lucas, 1983
- Notahapalopus Sherwood, Gabriel, Peñaherrera-R., Osorio, Benavides, et al., 2024
- Omothymus Thorell, 1891
- Ornithoctonus Pocock, 1892
- Orphnaecus Simon, 1892
- Ozopactus Simon, 1889
- Pachistopelma Pocock, 1901
- Pamphobeteus Pocock, 1901
- Parvicarina Galleti-Lima, Hamilton, Borges & Guadanucci, 2023
- Pelinobius Karsch, 1885
- Phlogiellus Pocock, 1897
- Phlogiodes Pocock, 1899
- Phoneyusa Karsch, 1884
- Phormictopus Pocock, 1901
- Phormingochilus Pocock, 1895
- Phrixotrichus Simon, 1889
- Plesiopelma Pocock, 1901
- Plesiophrictus Pocock, 1899
- Poecilotheria Simon, 1885
- Psalistops Simon, 1889
- Psalmopoeus Pocock, 1895
- Psednocnemis West, Nunn & Hogg, 2012
- Pseudhapalopus Strand, 1907
- Pseudoschizopelma Smith, 1995
- Pterinochilus Pocock, 1897
- Pterinopelma Pocock, 1901
- Reichlingia Rudloff, 2001
- Reversopelma Schmidt, 2001
- Romopelma Peñaherrera-R., Pinos-Sanchez, Guerrero-Campoverde, León-E. & Cisneros-Heredia, 2024
- Sahydroaraneus Mirza & Sanap, 2014
- Sandinista Longhorn & Gabriel, 2019
- Schismatothele Karsch, 1879
- Schizopelma F. O. Pickard-Cambridge, 1897
- Scopelobates Simon, 1903
- Selenocosmia Ausserer, 1871
- Selenogyrus Pocock, 1897
- Selenotholus Hogg, 1902
- Selenotypus Pocock, 1895
- Sericopelma Ausserer, 1875
- Sickius Soares & Camargo, 1948
- Sphaerobothria Karsch, 1879
- Spinosatibiapalpus Gabriel & Sherwood, 2020
- Stichoplastoris Rudloff, 1997
- Stromatopelma Karsch, 1881
- Taksinus Songsangchote et al., 2022
- Tapinauchenius Ausserer, 1871
- Tekoapora Ausserer, 1871
- Thalerommata Ausserer, 1875
- Theraphosa Galleti-Lima, Hamilton, Borges & Guadanucci, 2023
- Thrigmopoeus Pocock, 1899
- Thrixopelma Schmidt, 1994
- Tliltocatl Mendoza & Francke, 2020
- Tmesiphantes Simon, 1892
- Trichognathella Gallon, 2004
- Trichopelma Simon, 1888
- Typhochlaena C. L. Koch, 1850
- Umbyquyra Gargiulo, Brescovit & Lucas, 2018
- Urupelma Kaderka, Lüddecke, Řezáč, Řezáčová & Hüsser, 2023
- Vitalius Lucas, Silva & Bertani, 1993
- Xenesthis Simon, 1891
- Yanomamius Bertani & Almeida, 2021
- Ybyrapora Fukushima & Bertani, 2017

## Фото

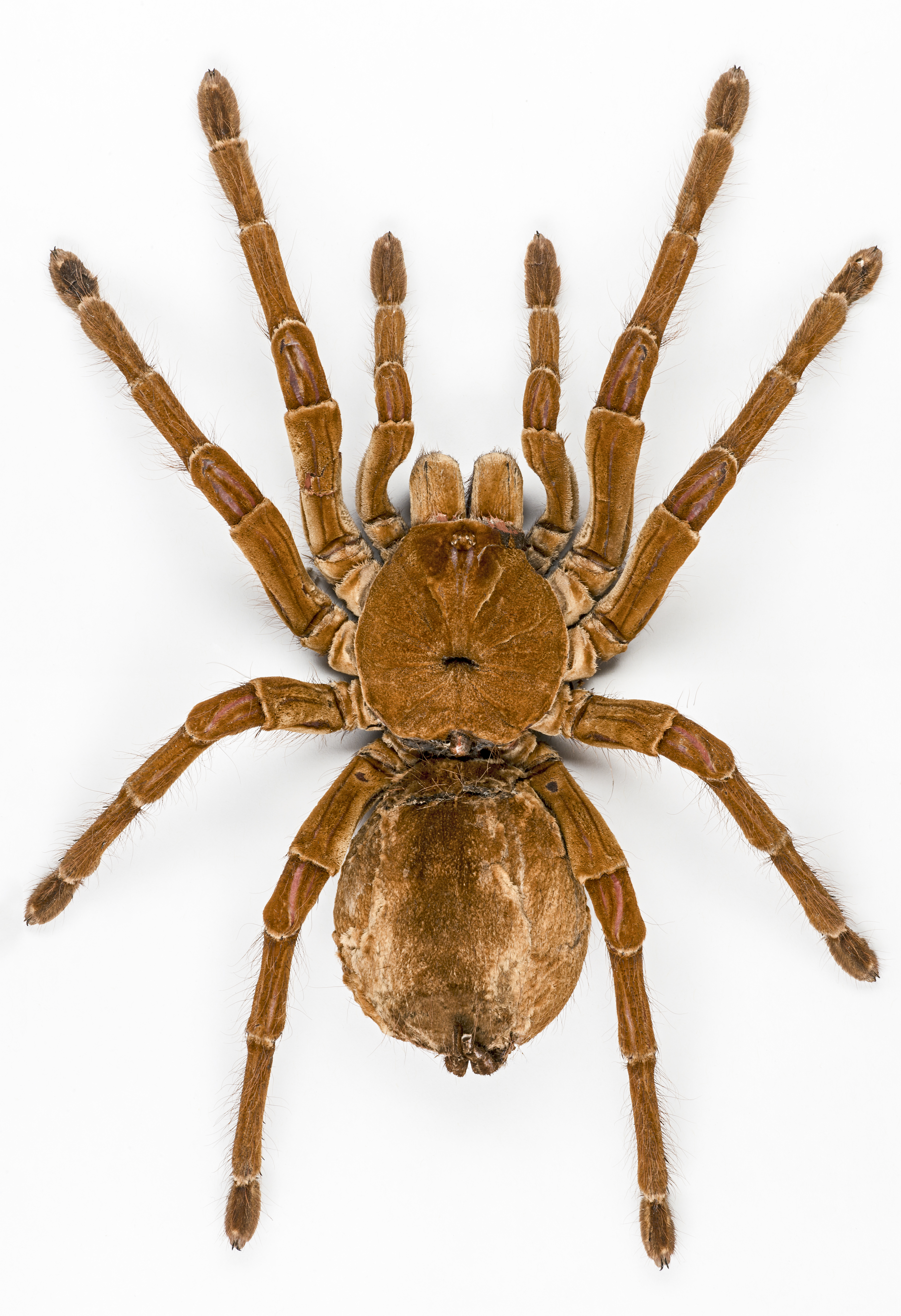
Theraphosa blondi.
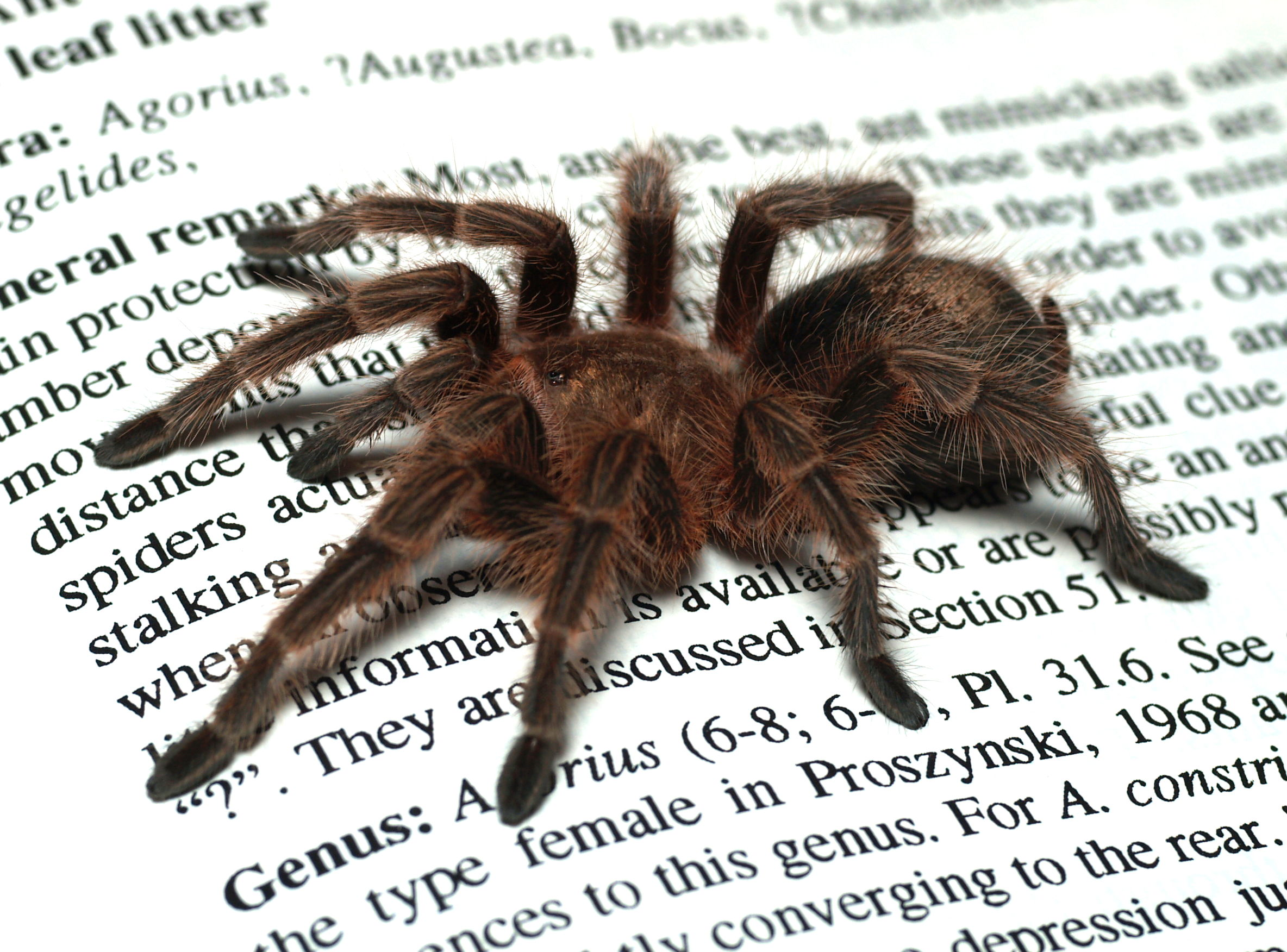
Grammostola rosea.
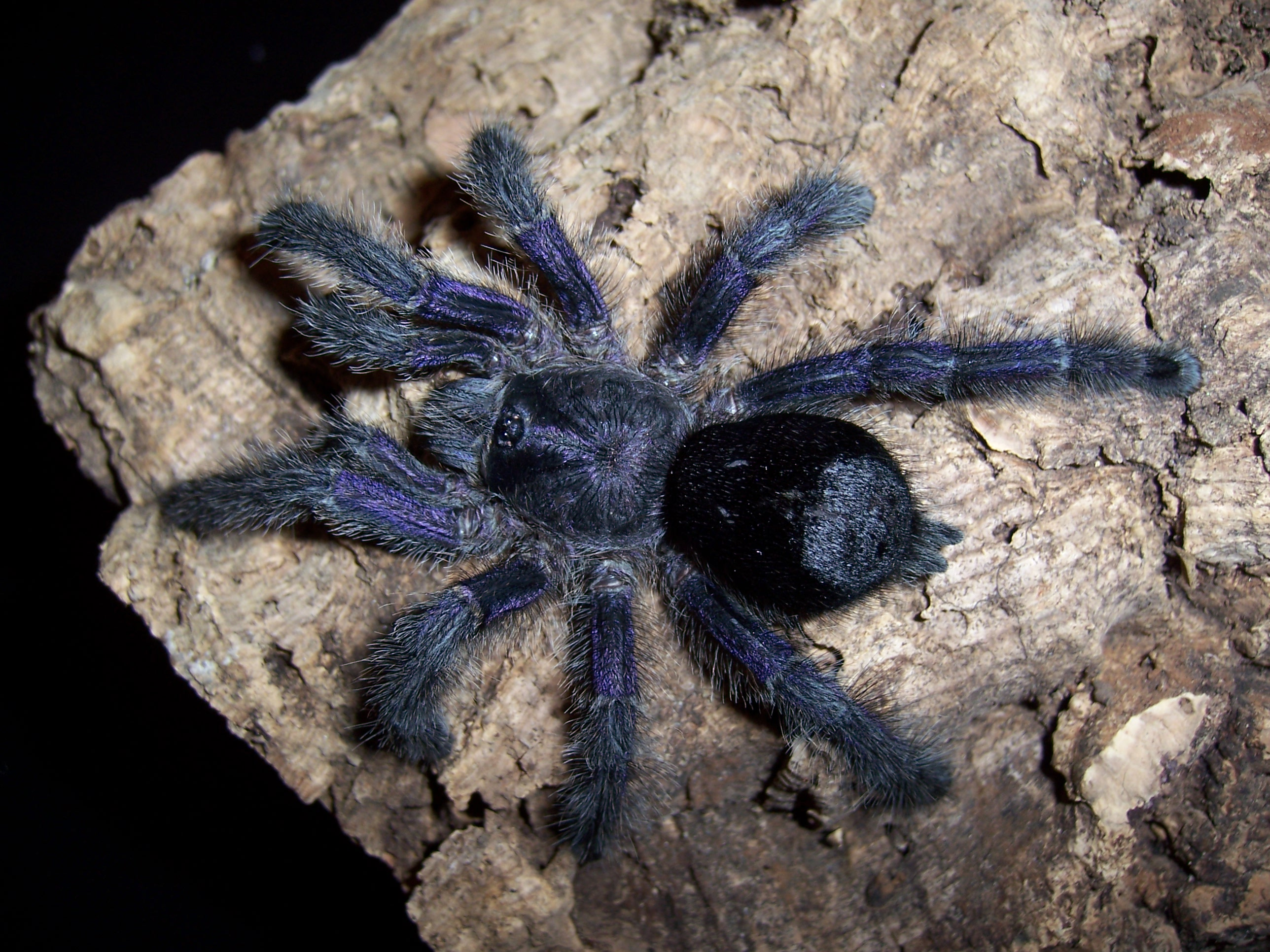
Avicularia purpurea
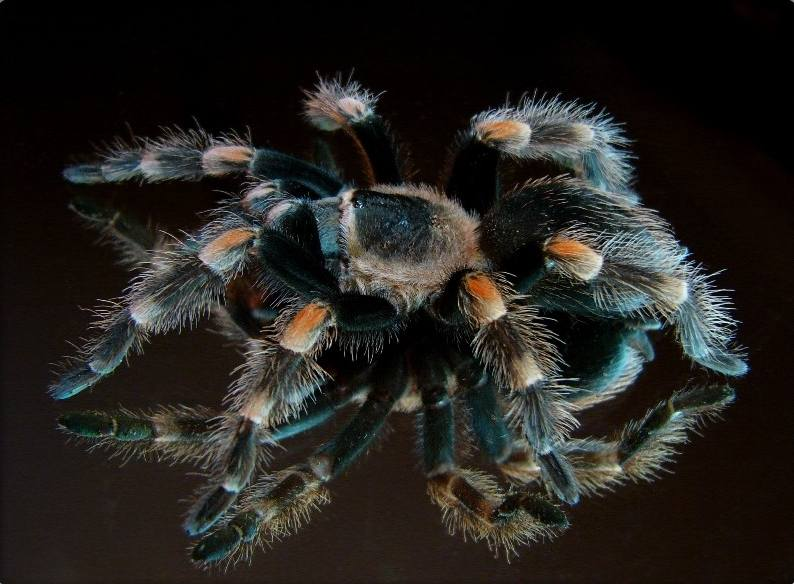
Brachypelma smithi.
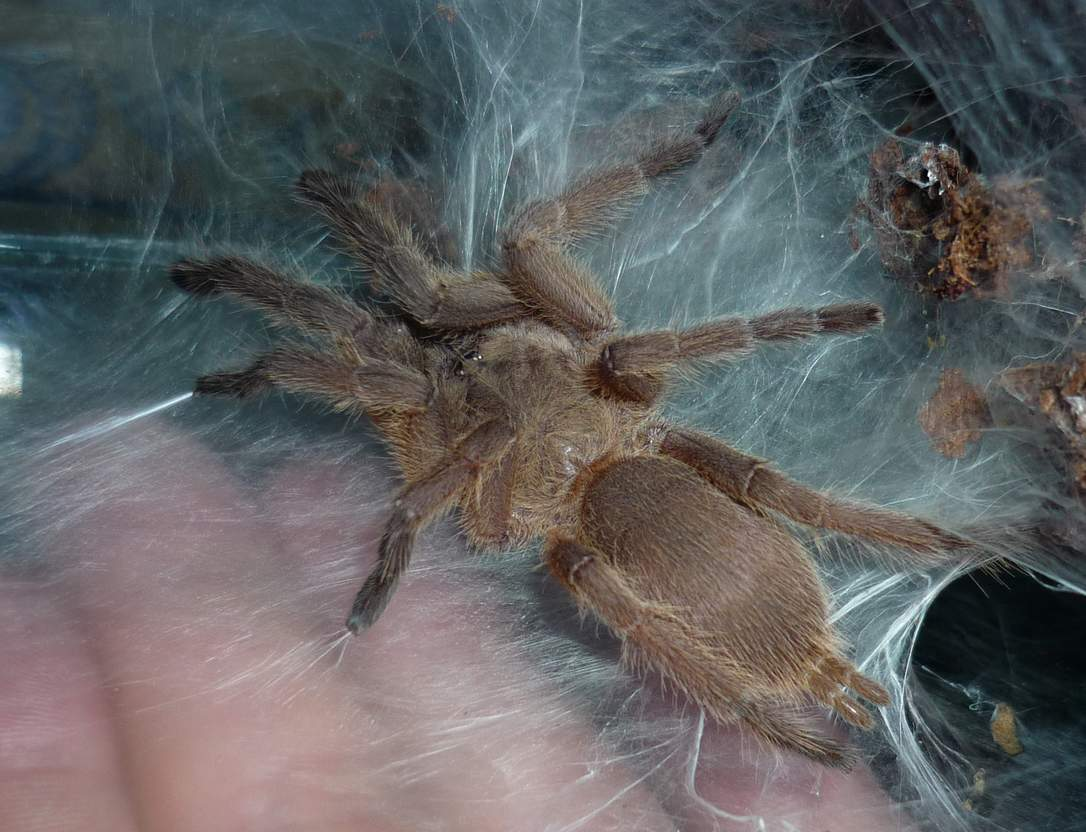
Chilobrachys huahini 7L
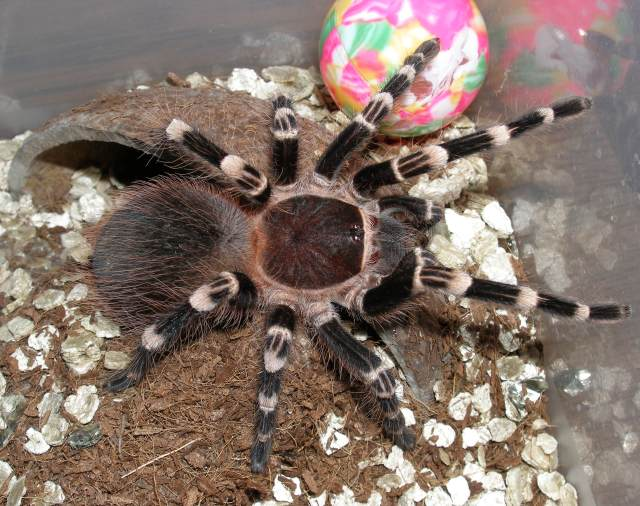
Acanthoscurria geniculata.
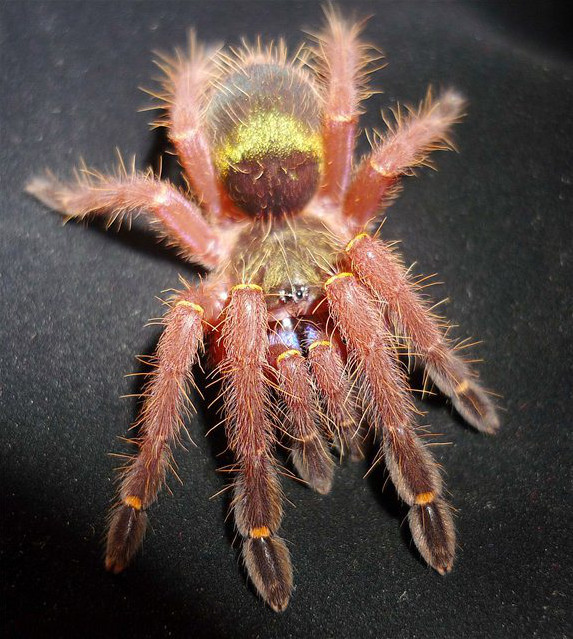
Ephebopus сyanognathus (подросток).
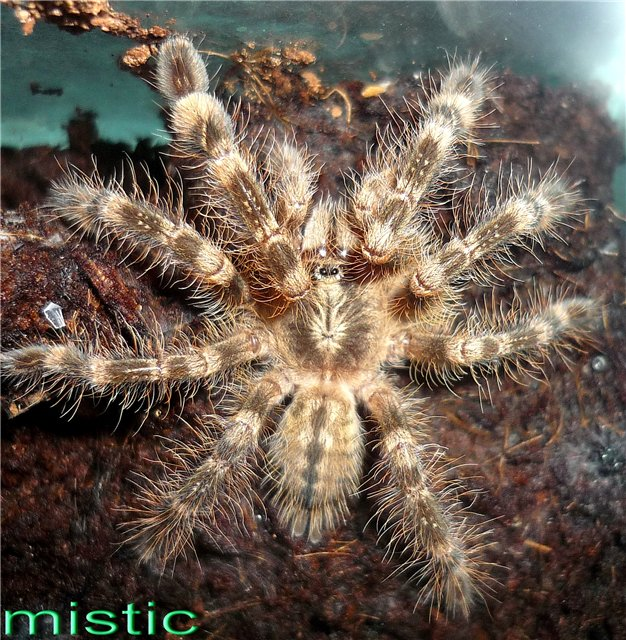
Poecilotheria bara (подросток).
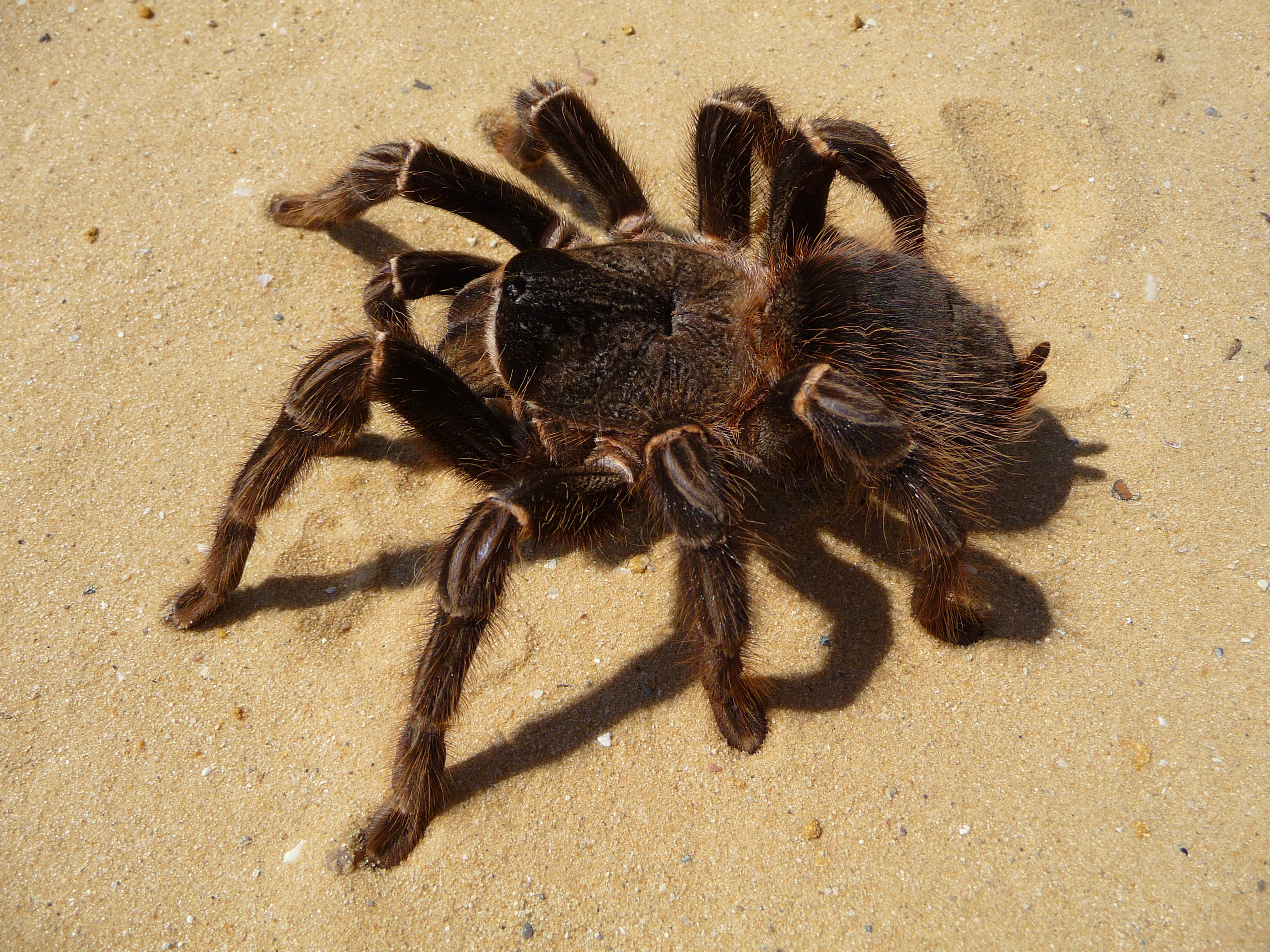
Lasiodora parahybana
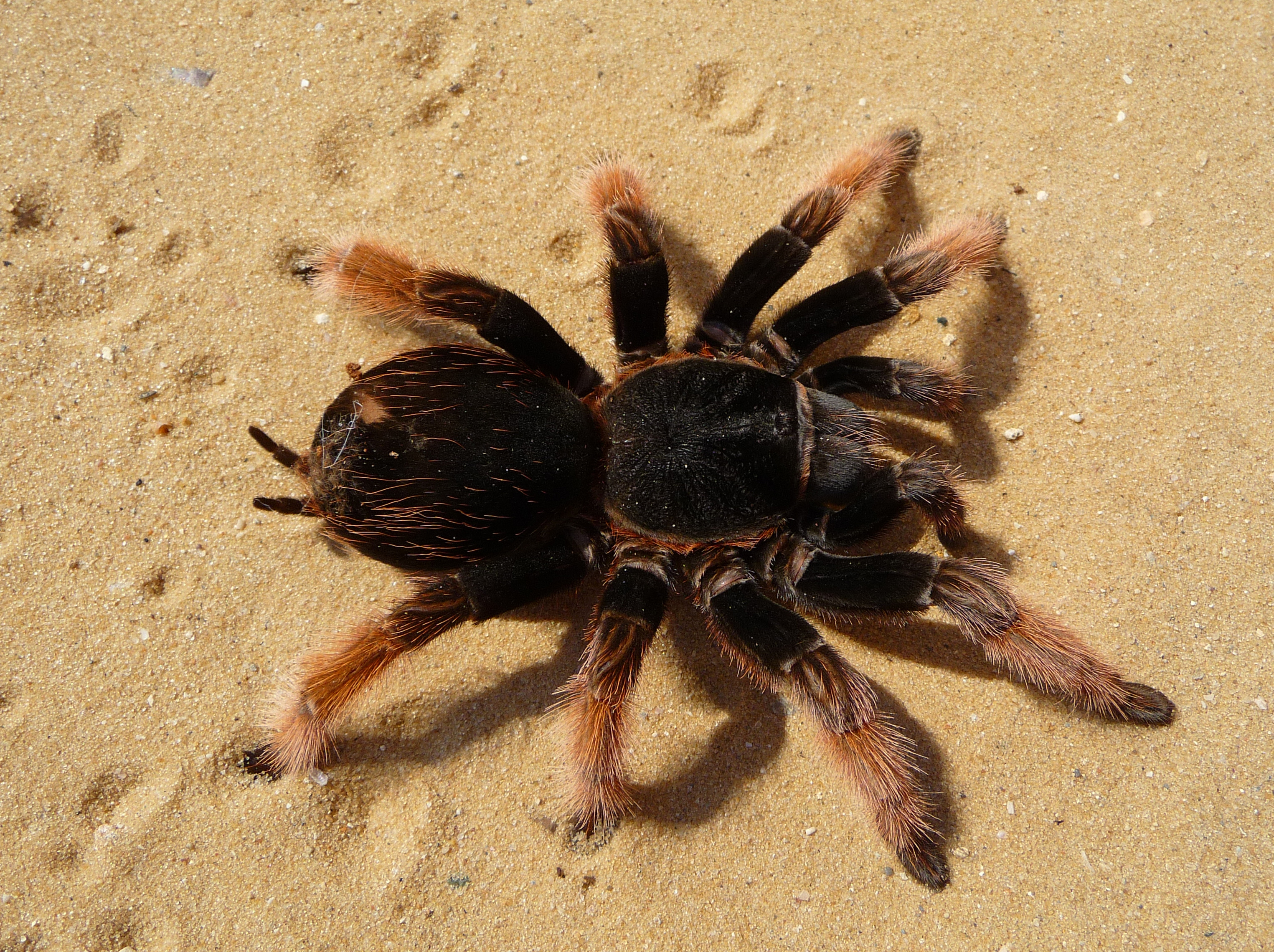
Brachypelma klaasi
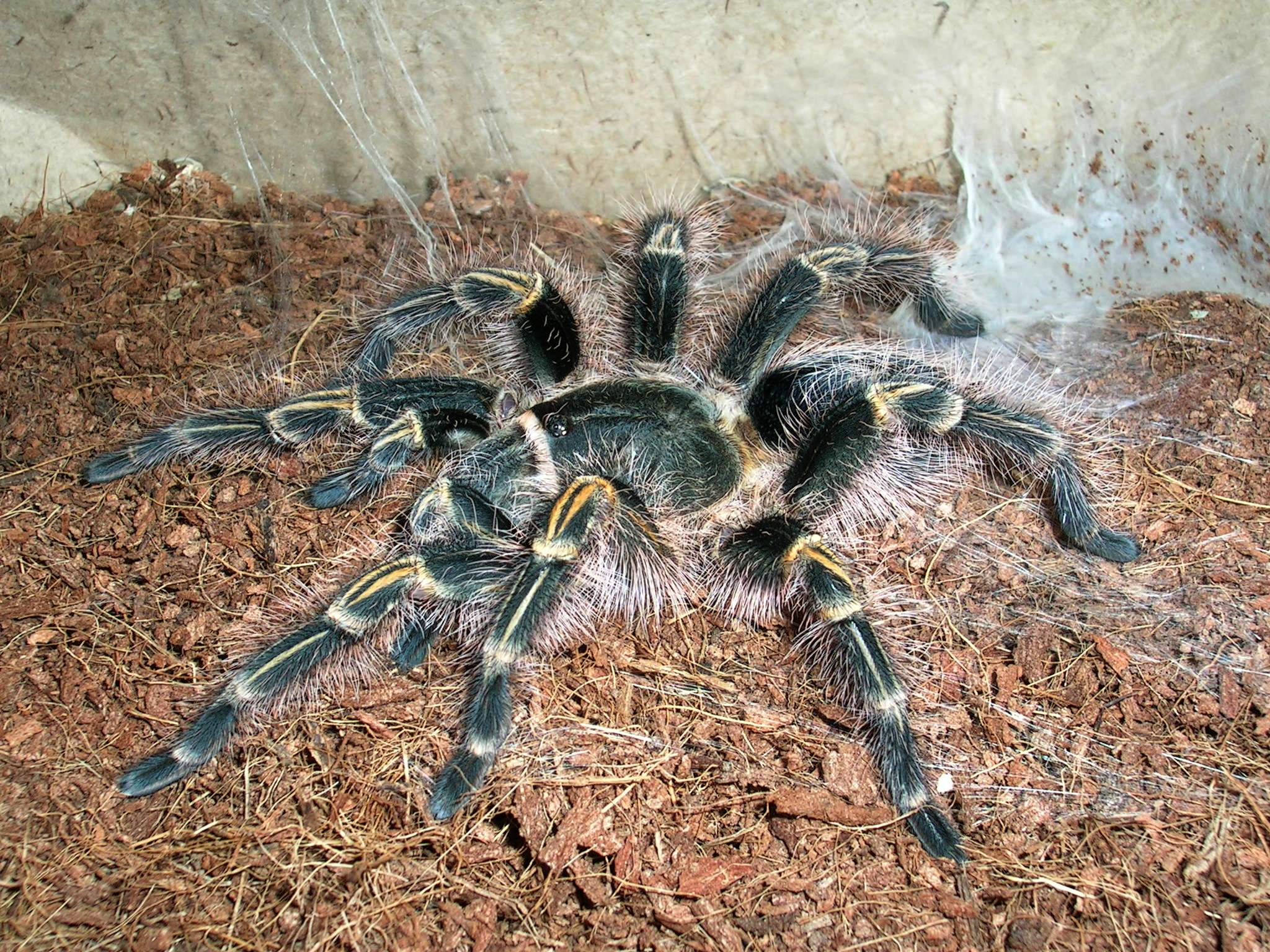
Grammostola aureostriata 9L
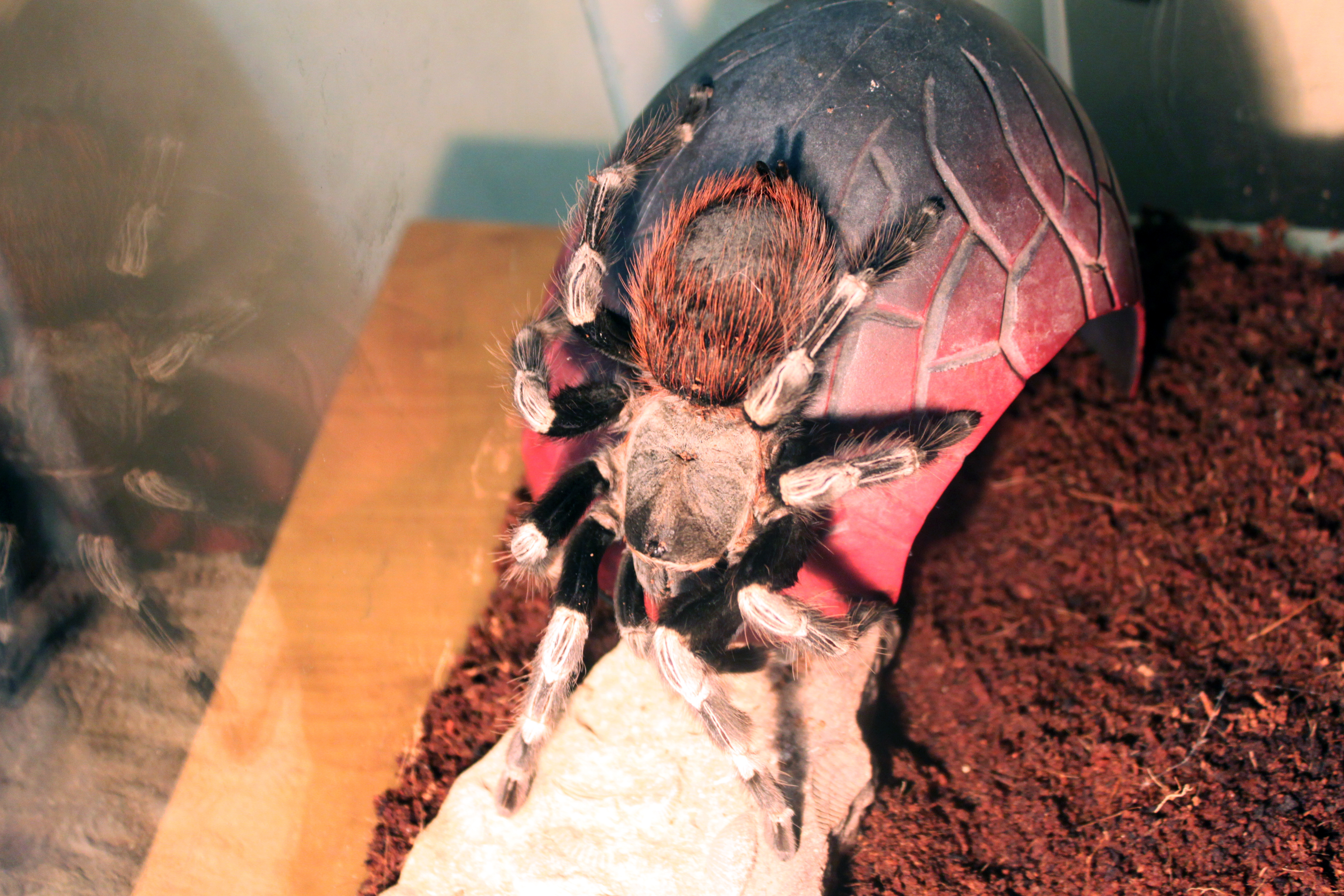
Nhandu Chromatus
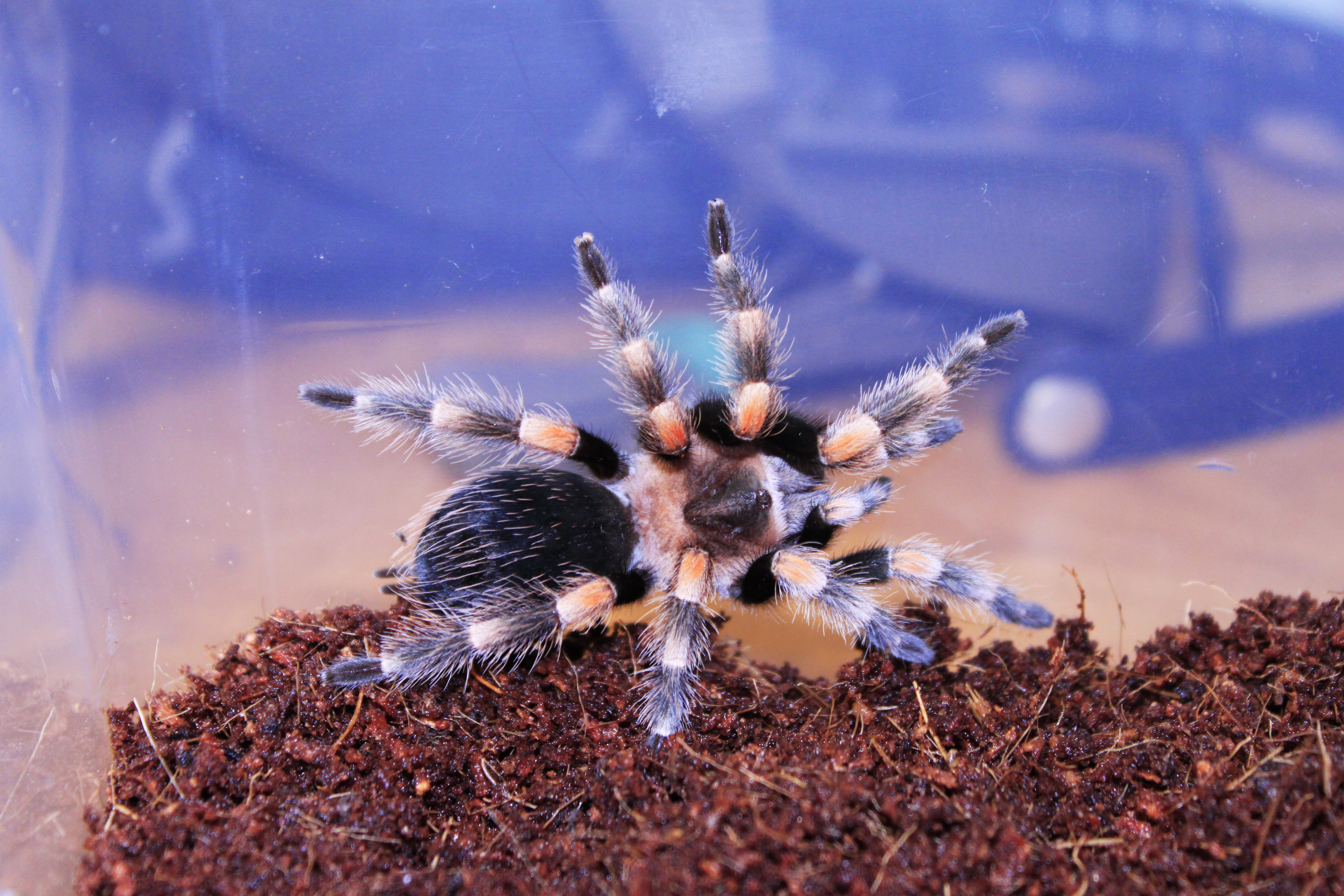
Brachypelma smithi

## Интернет-ресурсы
- [http://www.tarantulas.su/] Описание пауков, форум, статьи, обсуждения зарубежных публикаций.
- http://www.arachnoboards.com/ab/showthread.php?t=87922 Фотографии; комментарии на английском.
- https://www.youtube.com/user/tarantulaguy1976 Видео; комментарии на английском.
- https://www.youtube.com/watch?v=1cPxqjSG6HU Видео, паук не кусает человека, но применяет жгучие волоски.